# Bocche cucite
Bocche cucite è un film del 1970 diretto da Pino Tosini.

## Trama
Un siciliano emigrato a Milano Salvatore La Manna detto ''Totuccio'' viene rinvenuto cadavere ai piedi di un cavalcavia. Si scopre che l'uomo è stato ucciso da un sicario per aver rifiutato di far prostituire la cognata Consolata, che ormai disonorata, si concede ai fratelli del marito Carmelo (nel frattempo in carcere) nonché Francesco e Rocco. Un giorno Consolata confessa al marito Carmelo dei fatti accaduti durante la sua assenza. In seguito ad aggressione avvenuta in carcere di San Vittore, Carmelo si trasferisce a quello di Opera, ma gli agenti gli concede di fare una visita alla madre ma elude la sorveglianza per uccidere Rocco per poi togliersi la vita.